# Singakademie Chemnitz
Die Singakademie Chemnitz ist ein 1817 gegründeter Konzertchor aus Chemnitz. Der Chor ist Mitglied im Verband Deutscher Konzertchöre und ist dem Landesverband Sachsen/Sachsen-Anhalt/Thüringen zugeordnet. Der Chor besteht aus ca. 80 Sängerinnen und Sängern. Künstlerischer Leiter ist seit 2012 Andreas Pabst.

## Geschichte
Der Chor wurde 1817 mit einer Instrumentalgruppe unter der Leitung von Johann Gottfried Kunstmann (1779–1864) als Musikverein Chemnitz gegründet. Zunächst war es ein reiner Männerchor, die Frauenstimmen kamen erst später hinzu. Nach einer ersten Umbenennung in Singverein (1832), erfolgte 1855 ein Zusammenschluss mit der 1839 als Opernverein gegründeten und 1843 umbenannten Singakademie. Der Chor trat nun unter dem Namen Singverein auf und nannte sich schließlich im Jahr 1860 Singakademie Chemnitz.
Wegen des Ersten Weltkriegs wurde die Arbeit des Chores 1914 unterbrochen und konnte erst nach 1918 fortgesetzt werden. In der Zeit des Nationalsozialismus wurde der Chor erweitert, da die Mitglieder des aufgrund der Gleichschaltung verbotenen Chemnitzer Volkschores der Singakademie beitraten. Während des Zweiten Weltkriegs zerstörten die Luftangriffe auf Chemnitz 1945 das Proben- und Konzerthaus und auch große Teile des Chorinventars. Nach Kriegsende löste die sowjetische Besatzung den Verein auf, einige Mitglieder des Chores bildeten anschließend den Volkschor Chemnitz.
1966 kam es unter dem Dach der Städtischen Theater zu einer Wiederbegründung des Chores als Singakademie Karl-Marx-Stadt unter der Leitung des Chordirektors der Oper Chemnitz, Franz Peter Müller-Sybel. Nachdem die Stadt nach der Wende wieder „Chemnitz“ hieß, erfolgte 1991 die Gründungsversammlung des Vereins Singakademie Chemnitz und 1992 der Eintrag in das Vereinsregister als Singakademie Chemnitz e. V.
2003 übernahm Maja Sequeira (1970–2012) die Chorleitung, sie war zudem Leiterin des Universitätschores Dresden. Seit 2012 ist Andreas Papst Chorleiter.
Der Chor tritt als Konzert- und Oratorienchor überregional auf und arbeitete dabei unter anderem mit dem Chor der Oper Chemnitz sowie mit Orchestern wie der Robert-Schumann-Philharmonie, dem Leipziger Symphonieorchester, der Mittelsächsischen Philharmonie, der Erzgebirgische Philharmonie Aue und der Russischen Kammerphilharmonie St. Petersburg zusammen.
Neben Konzerten in Chemnitz und der Region des Erzgebirgskreises unternahm der Chor Konzertreisen ins In- und Ausland und trat in Rundfunk und Fernsehen auf. Der Chor wirkte zudem mehrfach bei dem großen Openair-Konzert Classics unter Sternen mit.
Mit einem Festkonzert in der Chemnitzer St. Markuskirche feierte die Singakademie Chemnitz im Jahr 2017 das 200-jährige Bestehen; der Musikwissenschaftler Werner Kaden verfasste zu diesem Anlass eine Festschrift.

## Repertoire (Auswahl)
Zum Repertoire zählen weltliche und geistliche chorsinfonische Werke der klassischen und zeitgenössischen Chorliteratur. Darunter unter anderem Beethovens 9. Sinfonie, Carl Orffs Carmina Burana, das Schicksalslied von Brahms, Edvard Griegs Peer Gynt, A Sea Symphony von Vaughan Williams, Faurés Requiem, die Nelson-Messe von Haydn, die Chichester Psalms von Leonard Bernstein, das Requiem von Andrew Lloyd Webber, das Magnificat von John Rutter, Brittens Sinfonia da Requiem op. 20. und Oratorien wie Die Schöpfung, das Weihnachtsoratorium von Carl Heinrich Graun, Mendelssohns Elias, Die Legende von der heiligen Elisabeth von Franz Liszt, Das Paradies und die Peri von Robert Schumann, König David von Arthur Honegger, und Canto General von Mikis Theodorakis.
Die Singakademie Chemnitz war 2015 an der deutschen Erstaufführung des Oratoriums A Foreign Field von Torsten Rasch in der Stadthalle Chemnitz beteiligt. Im Rahmen seines 200-jährigen Jubiläums sang der Chor 2017 die deutsche Erstaufführung des Chorwerkes Every Purpose under the Heaven von Howard Goodall.

## Auszeichnungen
- 2005: Zelter-Plakette[2]